# Mattias Kantakouzenos
Mattias Kantakouzenos, född 1325, död 1383, var kejsardömet Bysans monark mellan år 1353 och 1357